# Gudi (instrumento)

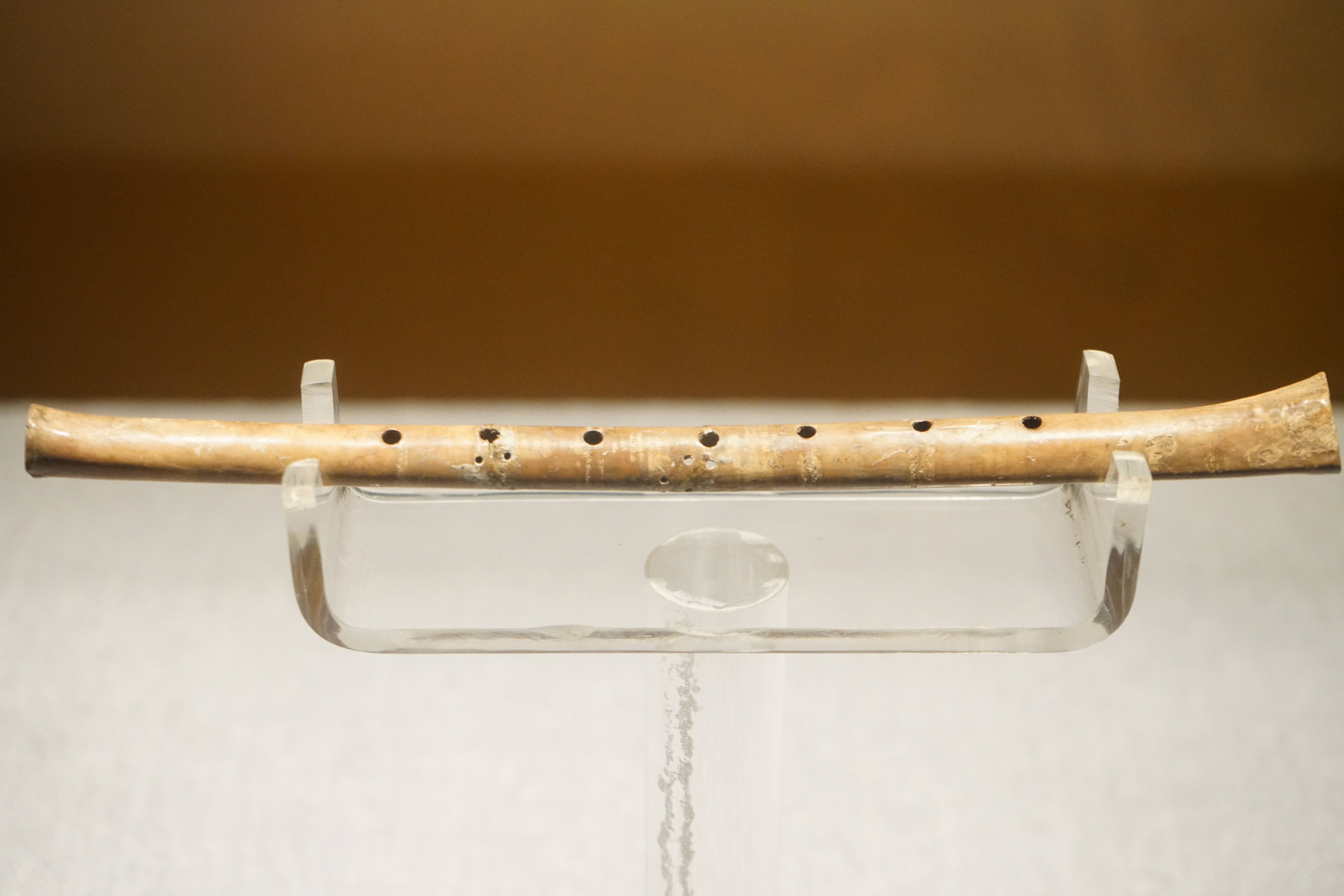
Una de las flautas gudi descubiertas en Jiahu, en exhibición en el Museo de Henan

El gudí (Chino: 贾湖骨笛) es el instrumento musical más antiguo conocido de China, que se remonta al año 7000 a. C. Gudi significa literalmente "flauta de hueso".

## Historia
Estas flautas de hueso fueron excavadas en 1986 de una tumba neolítica temprana en Jiahu, condado de Wuyan, provincia de Henan, en China central. Se han fechado en el 7000 a. C.

## Descripción
Estas flautas de hueso tienen unas dimensiones medias de aproximadamente 20 x 1,1 centímetros (7,9 x 0,4 plg), y están hechas con las alas de la grulla de corona roja. Son abiertas y varían en el número de agujeros para los dedos, de uno a ocho; la versión de 24 agujeros tiene 23 agujeros al frente y un agujero para el pulgar atrás. Los silbatos de hueso Jiahu son mucho más cortos que las flautas, con longitudes de 5,7 a 10,5 centímetros (2 a 4 plg), y tienen solo un par de agujeros. El número de orificios y el espacio entre los orificios determinaba el rango musical y la escala o modo en el que se pretendía que funcionara la flauta. Lee y Shen creían que los chinos entendían la "resonancia de una columna de aire" (ver tubo abierto y tubo cerrado) y eran capaces de crear un instrumento que contenía su "preferencia de intervalo completo de la música china". Soplar a través del extremo abierto de una flauta de hueso soplada para producir un sonido musical se logra de la misma manera y produce un efecto similar, que soplar a través de la parte superior abierta de una botella. La flauta de ocho agujeros puede tocar "todos los intervalos armónicos y dos registros". Se dice que estos intervalos armónicos son una "función de la cultura" y eran de un conjunto más amplio en comparación con el ahora familiar en Occidente. Al parecer, las flautas de hueso también se tocaban como parte de los rituales de sacrificio y se empleaban en la caza de aves. Los gudi no son muy comunes ahora, pero hay algunos músicos que los tocan.

## Galería

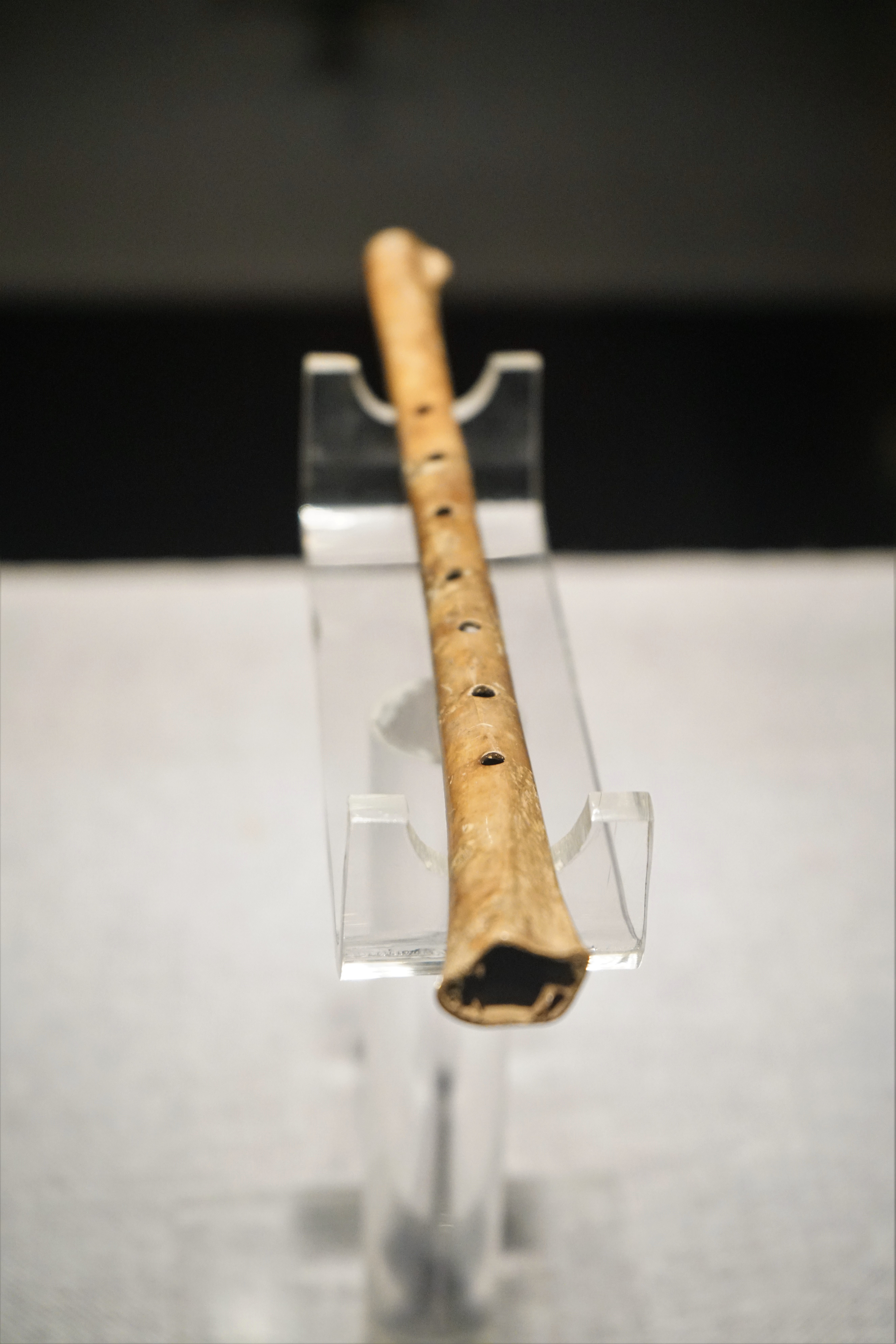
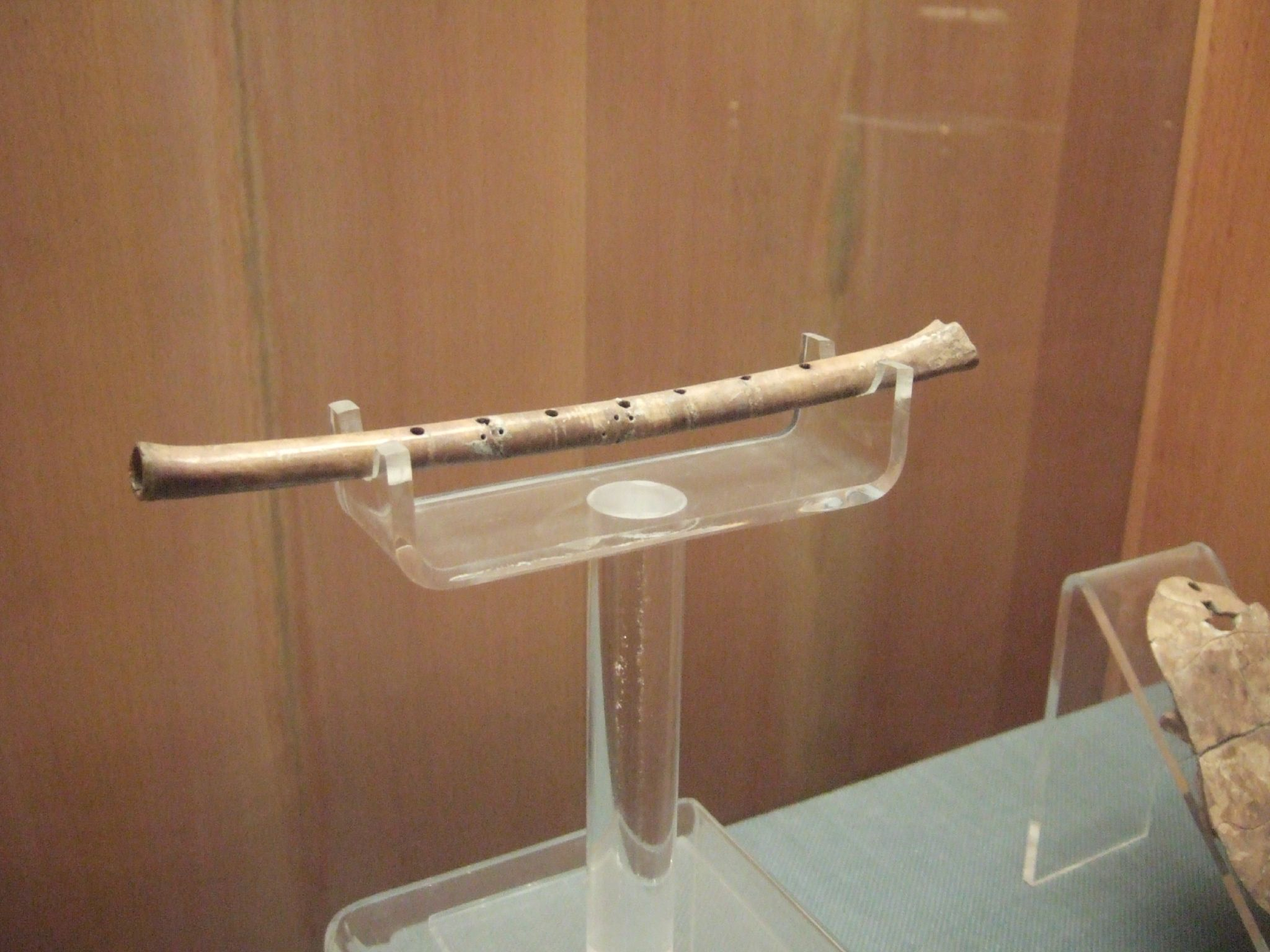
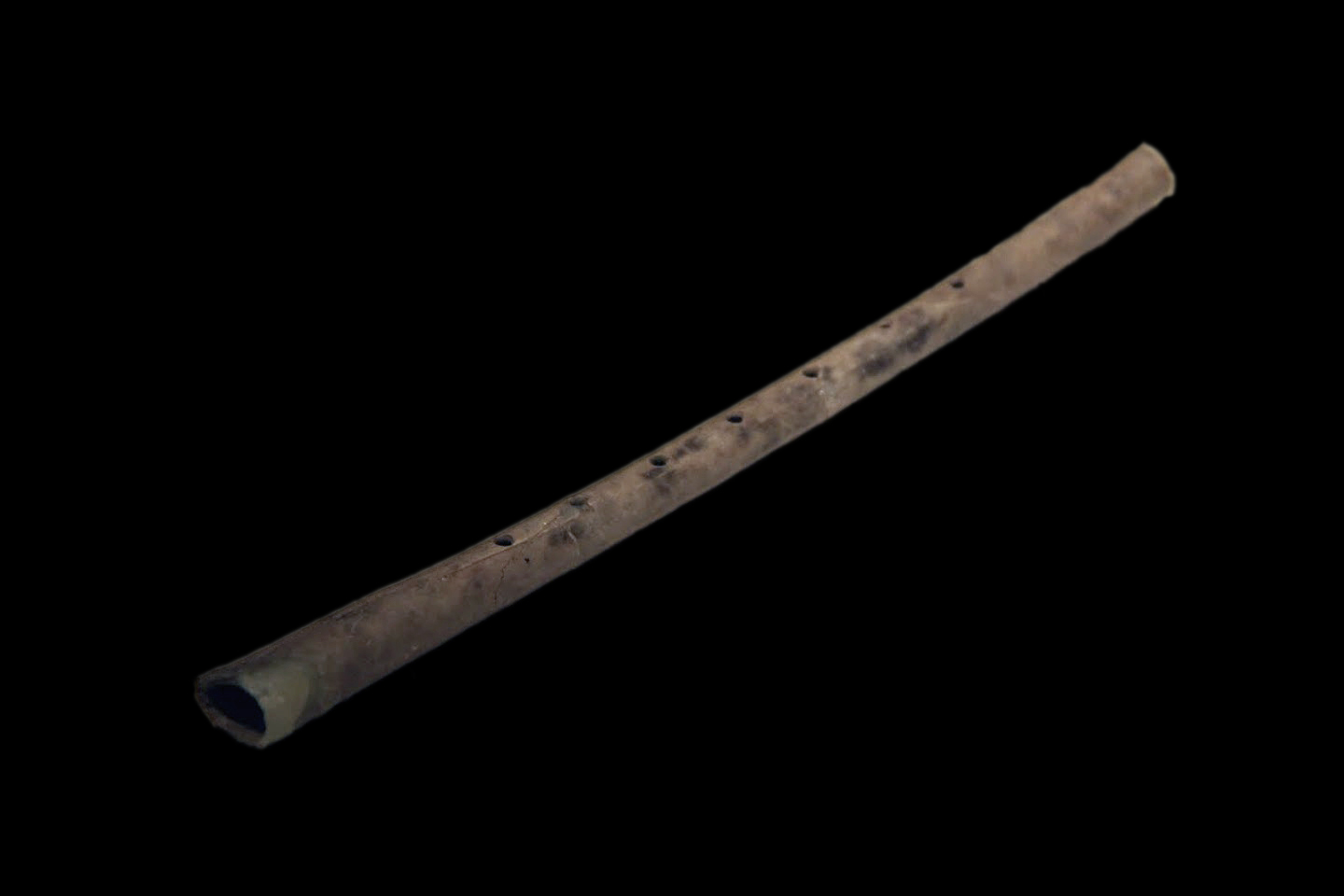